# ريتشارد ميرسير
ريتشارد ميرسير (14 يناير 1951 في السويد - 25 أكتوبر 1996 في المملكة المتحدة) (بالإنجليزية: Richard Mercer)‏ هو لاعب كريكت بريطاني. لعب مع نادي مقاطعة دورهام للكريكت ‏ والمقاطعات الوطنية للكريكيت الإنجليزي والويلزي ‏.

## وصلات خارجية
- ريتشارد ميرسير على موقع إي آس بي آن كريك إنفو (الإنجليزية)